# Ahaha
Ahaha (c. 1800 a.C.) foi uma antiga investidora assíria e uma das primeiras mulheres de negócios documentadas na história. Ela é conhecida por ser vítima de fraude financeira e implorar ao irmão para recuperar a prata roubada para ela. Não se sabe se seus apelos foram atendidos.

## História
Ahaha viveu durante o período da Antiga Assíria e cresceu em Assur. Sua mãe, Lamassī, criou Ahaha enquanto seu pai estava principalmente em Cultepe envolvido em negócios. Durante esta época, era costume que as mulheres chefiassem a família e tomassem decisões financeiras enquanto os seus maridos viajavam extensivamente como comerciantes. As mulheres operavam sociedades anônimas e lidavam com empréstimos, imóveis e tendências de mercado. Os assírios ganharam dinheiro facilitando o comércio entre a Babilônia (e outras terras estrangeiras) e Cultepe, viajando em caravanas de longa distância financiadas por investidores, que obtinham lucros como ouro e prata quando o comércio era bem-sucedido. Após a morte de sua mãe, Ahaha assumiu o controle da propriedade paterna.

## Investimentos
Como empresária, Ahaha fez investimentos em várias sociedades anônimas, incluindo uma administrada pelo sócio de seu pai, Pazzur-Aššur. Um dos irmãos de Ahaha, Buzāzu, também investiu na mesma sociedade anônima e foi encarregado de administrar a parte da irmã. No entanto, Buzāzu explorou essa responsabilidade retirando os fundos dela para o seu próprio negócio. Em um empreendimento financeiro comum no período da Antiga Assíria, Ahaha investiu em uma caravana de burros que deveria realizar um comércio de longa distância entre Assur e Cultepe. Quando a caravana retornou, Ahaha recebeu a promessa de uma parte dos lucros em prata. No entanto, Ahaha concluiu que havia sido defraudada quando nenhuma prata lhe foi devolvida.

## Carta de recuperação de fraude
Tábuas cuneiformes escavadas em Cultepe revelam que Ahaha suspeitava que o fraudador fosse seu próprio irmão, Buzāzu. Em uma tábua de argila escrita para seu outro irmão, Ahaha implorou por ajuda:
Não tenho mais nada além desses fundos ... Tome cuidado para não me arruinar! ... Deixe que uma carta detalhada sua chegue até mim na próxima caravana, dizendo que se eles pagarem a prata ... Agora é a hora de me fazer um favor e me salvar do estresse financeiro!
A carta destaca a urgência da recuperação da prata roubada e seu pedido de um aviso após a recuperação.